# Исатаев, Тимур Ризабекович
Тимур Ризабекович Исатаев (12 июля 1969 г., город Кокчетав, Казахской ССР) — один из ведущих специалистов в банковской сфере и в области «private equity» в Казахстане, Президент ForteBank, партнер-основатель инвестиционной группы компаний «Верный Капитал».

## Биография
Родился 12 июля 1969 г. в городе Кокчетав (ныне — Кокшетау) Казахской ССР. В 1986 году поступил на философско-экономический факультет Казахского государственного университета, который окончил с отличием в 1991 г.
Сразу же поступил в Йельский университет (США). По окончании Йельского университета в 1993 году, став магистром искусств в области экономики развития (development economics), поступил на работу в Международный валютный фонд — советником Исполнительного директора МВФ, курирующего Бельгию, Австрию, Турцию, Люксембург, Венгрию, Чехию, Словакию, Словению, Казахстан, Белоруссию.
В 1996—1999 гг. возглавлял представительство ING Bank — крупнейшей голландской компании в сфере оказания финансовых услуг — в Казахстане, контролируя развитие отношений с финансовыми институтами и с клиентами в сфере корпоративного банкинга. В 1999—2000 гг. работал первым заместителем Председателя Правления ABN AMRO Bank Kazakhstan, принадлежавшего крупнейшему голландскому банку ABN AMRO, отвечая за развитие корпоративного банкинга, структурированного финансирования и развитие филиальной сети.
С апреля 2001 по май 2003 года работал первым заместителем Председателя Правления в «Темирбанке» — девятом по величине банке в Казахстане на тот момент, курируя деятельность в сфере корпоративного кредитования, международных отношений и развитие розничного банкинга.
В мае 2003 года приходит в АТФ-Банк, став поначалу заместителем Председателя Правления банка, а затем (в сентябре 2003 г.) и Председателем Правления (CEO) банка. За это время АТФ-Банк становится третьим по величине коммерческим банком в Казахстане с 5000 сотрудников в 200 отделениях. В мае 2006 года Тимур Исатаев был избран Председателем Совета директоров АТФ-Банка, оставаясь на этой должности вплоть до октября 2007 года — момента продажи банка международной финансовой группе Unicredito Italiano за $2,2 млрд. Эта сделка, которую готовила команда во главе с Тимуром Исатаевым, была признана самой крупной сделкой такого рода на рынке финансовых услуг в странах СНГ.
В 2007 году становится одним из учредителей и партнером в инвестиционной компании «Верный Капитал». Стоял у истоков создания и развития компании. С 2007 г. по 2012 г. занимал позицию генерального директора ТОО «Verny Investments Holding», входящего в группу «Верный Капитал». С 2012 г. по 8 октября 2013 г. возглавлял Совет директоров группы компаний «Верный Капитал».
С 10 октября 2013 — 25 декабря 2015 года назначен на должность председателя правления АО «Альянс Банк», ныне АО «ForteBank».
Исатаев владеет 19,14% АО «ForteBank» и 7,5% Банк Kassa Nova и входит в число 50 самых влиятельных бизнесменов Казахстана по версии журнала Forbes Kazakhstan. 
Основатель и президент Федерации стендовой и практической стрельбы РК (с 2008 года). Мастер спорта РК по стендовой стрельбе.
Одним из главных увлечений Тимура Исатаева является коллекционирование старинных географических карт Казахстана и Центральной Азии.

## Награды
Награждён орденом «Курмет».

## Семья
Супруга — Алиханова Жанна Тимуровна.
Дочь — Исатаева Индира Тимуровна (2005 года рождения).